# Трибутарна држава
Трибутарна држава је израз којим се описује држава којој је друга, у правилу снажнија држава, обавезала не мијешати у унутрашње ствари, али искључиво под условом да јој се редовно исплаћује данак (лат. tributum) који је могао бити у новцу, роби, али понекад и чисто симболичке природе.
Концепт трибутарне државе је велику важност имао у источној Азији, гдје је је кинески цар себе сматрао господаром цијелог цивилизованог свијета те је куповина робе које су доносили трговци из страних земаља биле тумачене као плаћање данка, односно признање његове власти, а продаја кинеске робе на страна тржишта тумачена као ширење утицаја и признање власти цара. Тиме се, између осталог, заобилазила конфучијанска забрана бављења трговином.
Данас је концепт трибутарне државе напуштен у међународним односима, али се задржао на симболичном нивоу гдје четири државе данашње Малезије - Тренгану, Келантан, Кедах и Патани - сваке године шаљу бунга мас, симболички дар краљу Сијама, све док није успостављена британска колонијална власт на том простору.
Уз појмове трибутарна држава су данас везани појмови клијентска држава, сателитска држава, марионетска држава.